# 淺黑大魣蜥魚
淺黑大魣蜥魚（学名：Macroparalepis nigra）為輻鰭魚綱仙女魚目帆蜥魚亞目魣蜥魚科的一種，分布於東大西洋加納利群島及非洲西部外海海域，為深海魚類，體長可達46.1公分，棲息在中層水域，生活習性不明。
其种加词“nigra”意为“黑色的，暗色的”。